# Suchotki drobne
Suchotki drobne, nicennica drobna (Logfia minima (Sm.) Dumort.) – gatunek rośliny należący do rodziny astrowatych. Występuje na znacznej części Europy i w północno-zachodniej Afryce. Jest dość rozpowszechniony na terenie całej Polski, zwłaszcza w jej północnej części.

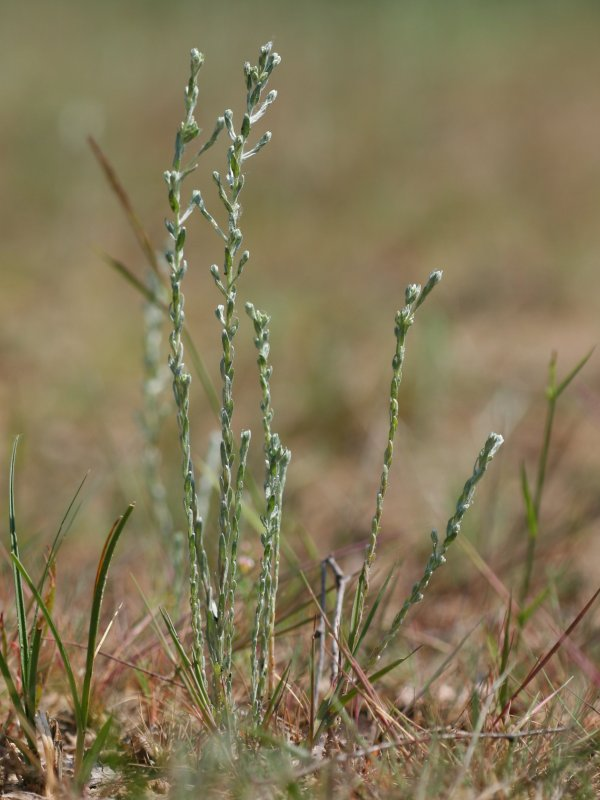
Pokrój

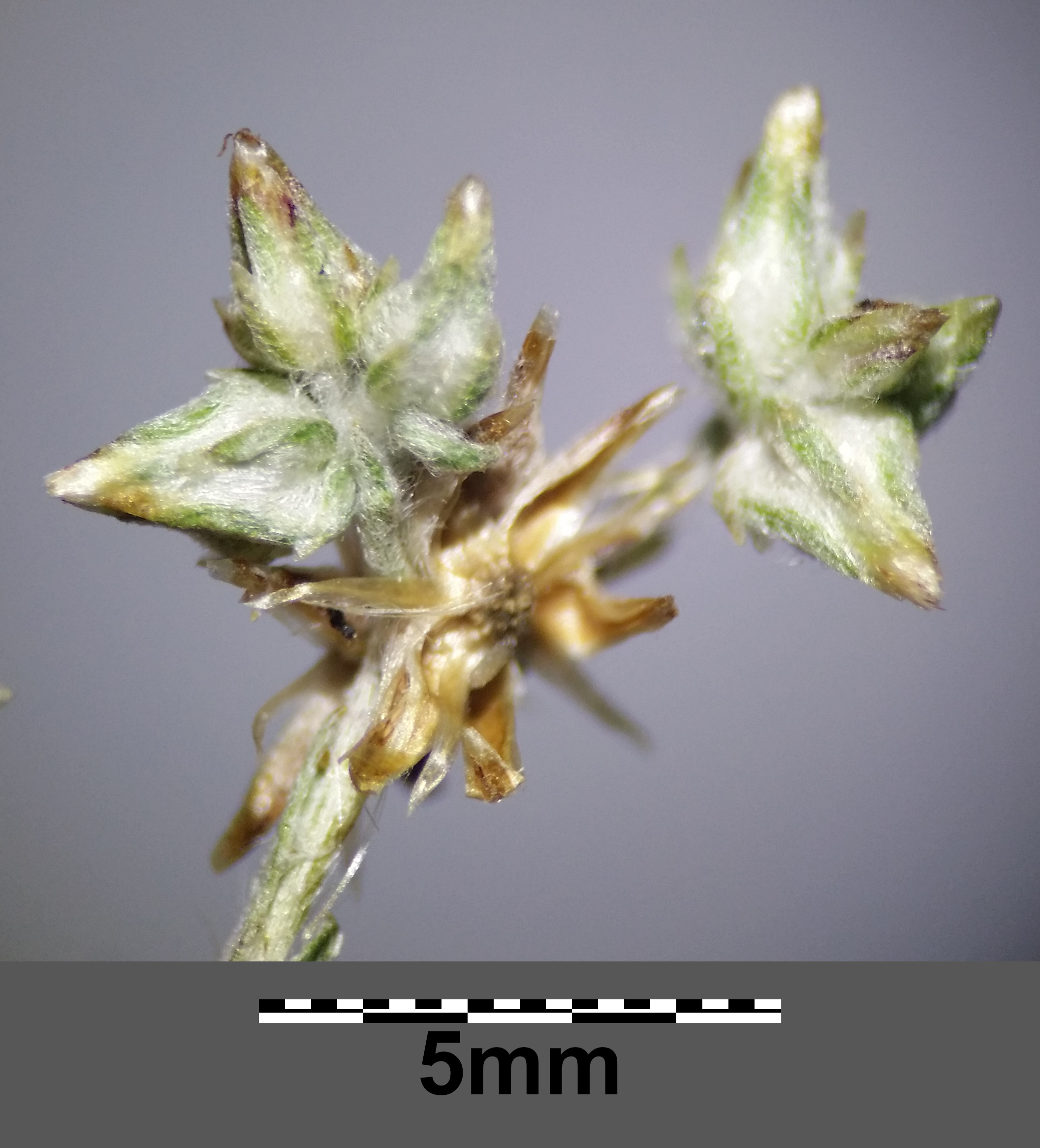
Koszyczki

## Morfologia
PokrójNiemal cała roślina jest delikatnie, przylegająco białofilcowata.
ŁodygaWzniesiona, o wysokości 3–25 cm. Rozgałęzia się widełkowato, czasem nierozgałęziona.
LiścieUlistnienie skrętoległe; liście równowąsko lancetowate, przylegające do łodygi, zaostrzone, osiągające do 8 mm długości i 1,2 mm szerokości.
KwiatyZebrane w małe koszyczki o długości 3 mm i szerokości do 2 mm, które skupione po 3–6 tworzą jajowato-stożkowate główki. Listki okrywy są tępe, przylegająco, filcowato owłosione, ale na szczycie nagie, z wystającą linią grzbietową. Kwiaty wewnętrzne rurkowate i obupłciowe, brzeżne – nitkowate i słupkowe, jasnożółte.
OwoceNiełupki do 0,5 mm długości, krótko owłosione, z kruchym puchem kielichowym do 1 mm długości.
Gatunki podobneNicennica polna rozgałęzia się groniasto, a nie widlasto; jest filcowato odstająco owłosiona, ma listki okrywy owłosione odstająco do szczytu, płaskie, bez wystającego żeberka.

## Biologia i ekologia
Roślina jednoroczna. Kwitnie od czerwca do września. Występuje na pastwiskach, polach uprawnych, ugorach, odłogach; na glebach piaszczystych, ubogich w wapń. W klasyfikacji zbiorowisk roślinnych gatunek charakterystyczny dla muraw napiaskowych z Cl. Koelerio-Corynephoretea. 

## Zmienność
Tworzy mieszańce z nicennicą polną (Logfia × intermedia (Holuby) Dostal).